# District de Tando Allahyar
Le district de Tando Allahyar (en ourdou : ضلع ٹنڈو الہ یار) est une subdivision administrative de la province du Sind au Pakistan. Proche d'Hyderabad, le district est créé en 2005 et sa capitale est Tando Allahyar.
Le district compte près de 800 000 habitants en 2017. La population, qui parle essentiellement sindhi, est principalement rurale et vit de l'agriculture. Le district est surtout pauvre et peu développé. C'est un fief du Parti du peuple pakistanais.

## Histoire
La région de Tando Allahyar a été sous la domination de diverses puissances au cours de l'histoire, notamment le Sultanat de Delhi puis l'Empire moghol, avant d'être est intégrée au Raj britannique en 1858. La population majoritairement musulmane a soutenu la création du Pakistan en 1947.
Le district a été créé en 2005 en amputant le district d'Hyderabad, voisin.

## Démographie
Lors du recensement de 1998, la population des tehsils qui constitueront plus tard le district a été évaluée à 493 526 personnes, dont environ 30 % d'urbains. La population est musulmane à 95 %, le reste étant des hindous, sikhs ou chrétiens.
Le recensement suivant mené en 2017 pointe une population de 836 887 habitants, soit une croissance annuelle de 2,8 %, un peu supérieure aux moyennes nationale et provinciale de 2,4 %. Le taux d'urbanisation augmente légèrement pour s'établir à 31 %.
La langue la plus parlée du district est de loin le sindhi, pour près de 80 % des habitants. Des minorités parlent toutefois ourdou (11 %), pendjabi (4 %) et baloutche (2 %). Le district est musulman à 93 % et on y trouve des minorités d'hindous (5 % 1998) et des chrétiens (2 %).

## Administration

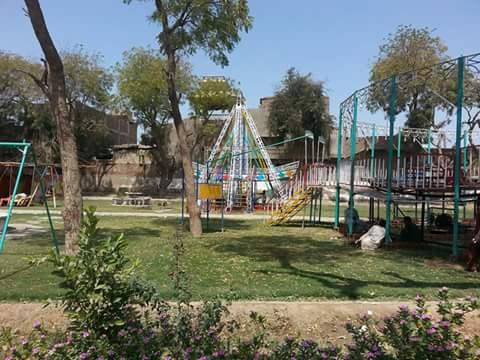
Parc dans la capitale Tando Allahyar.

Le district est divisé en trois tehsils ainsi que 25 Union Councils.
| Tehsil         | Population (rec. 2017) |
| -------------- | ---------------------- |
| Chamber        | 209 208                |
| Jhando Mari    | 231 683                |
| Tando Allahyar | 395 996                |

Seules deux villes du district comptent plus de 20 000 habitants. La plus importante est de loin la capitale Tando Allahyar. Elle rassemble près de 19 % des habitants du district et 60 % de sa population urbaine.
| Ville          | Population (rec. 2017) |
| -------------- | ---------------------- |
| Tando Allahyar | 156 562                |
| Nasirpur       | 35 682                 |
| Chambar        | 17 801                 |

## Économie et éducation

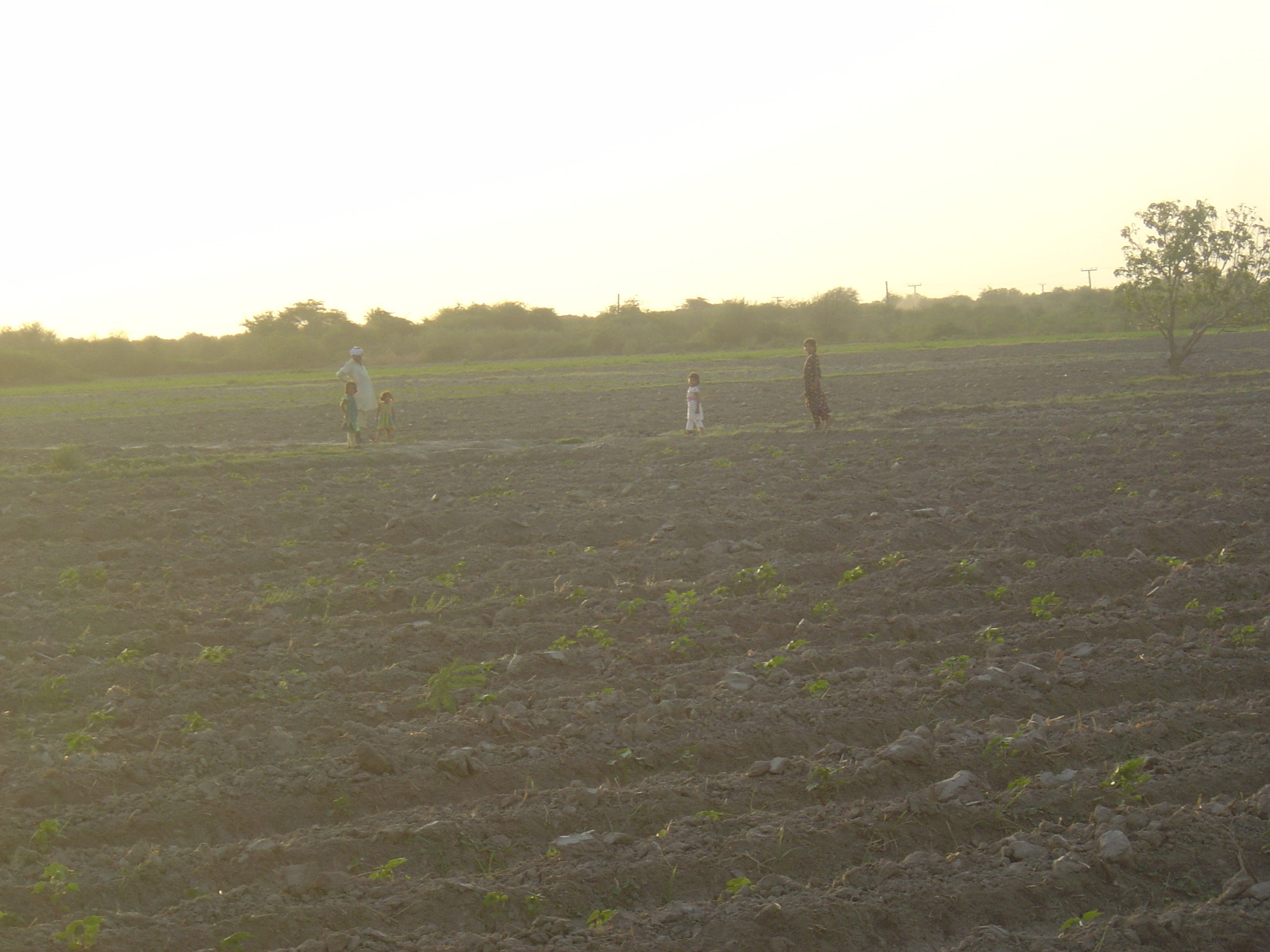
Champ cultivé dans le district.

Tando Allahyar est un petit district peu développé, malgré sa proximité avec Hyderabad, deuxième ville de la province du Sind. Surtout ruraux, les habitants vivent principalement de l'agriculture. La capitale Tando Allahyar est desservie par des routes secondaires et surtout par le train, étant située sur la ligne de chemin de fer Hyderabad-Mirpur Khas.
Selon un classement national de la qualité de l'éducation, le district se situe bien en dessous dans la médiane du pays, avec une note de 52 sur 100 et une égalité entre filles et garçons de 70 %. Il est classé 92e sur 141 districts au niveau des résultats scolaires et 74e sur 155 au niveau de la qualité des infrastructures des établissements du primaire.

## Politique
À la suite de la réforme électorale de 2018, le district est représenté par la circonscription no 224 à l'Assemblée nationale ainsi que les deux circonscriptions no 60 et 61 de l'Assemblée provinciale du Sind. Lors des élections législatives de 2018, elles sont toutes remportées par des membres du Parti du peuple pakistanais.
| Parti                                      | Voix (national) | %       | Élus nationaux | Élus provinciaux |
| ------------------------------------------ | --------------- | ------- | -------------- | ---------------- |
| Parti du peuple pakistanais                | 97 451          | 51,33 % | 1              | 2                |
| Grande alliance démocratique               | 71 820          | 37,83 % | 0              | 0                |
| Muttahida Majlis-e-Amal                    | 7 845           | 4,13 %  | 0              | 0                |
| Autres partis                              | 7 061           | 3,72 %  | 0              | 0                |
| Indépendants                               | 5 692           | 3,00 %  | 0              | 0                |
| Total exprimés (participation : 54,05 %)   | 189 869         | 100 %   | 1              | 2                |
| Source : Commission électorale du Pakistan |                 |         |                |                  |